# Chưởng cơ
Chưởng cơ (chữ Hán: 掌奇, tiếng Anh: General thời chúa Nguyễn, Lieutenant Colonel thời Nguyễn), là một chức võ quan thời chúa Nguyễn và thời Nguyễn. Thời chúa Nguyễn, Chưởng cơ là chức nắm giữ vài cơ (liên cơ) trong một quân đoàn dinh và là chức võ quan thứ 2 trong triều đình, chịu sự điều hành của Chưởng dinh. Thời Nguyễn, Chưởng cơ, còn có tên khác là Chưởng vệ (掌衛), là chức võ quan thứ 3, sau Chưởng doanh (còn được biết đến là các chức Thống chế, Đề đốc), đồng hạng với chức Lãnh binh, Đốc binh sau này, trật Chánh tam phẩm.

### Lịch sử
Thời chúa Nguyễn, chức Chưởng cơ là chức võ quan cao thứ 2 trong triều đình, nắm giữ binh quyền vài cơ (liên cơ) trong một quân đoàn dinh nên tương tự chức Chưởng doanh thời Nguyễn, hoặc chức Đại tướng (tiếng Anh: full General) tại Tây phương thời nay. Số quân chính quy dưới quyền chức Chưởng cơ tại quân đoàn dinh thời này có thể là từ vài trăm đến vài ngàn lính, chưa kể số lính địa phương có thể đông gấp vài lần.
Thời chúa Nguyễn, một quân đoàn dinh có thể có vài Chưởng Cơ. Mỗi Chưởng cơ nắm giữ binh quyền vài cơ trong cùng một dinh, và tất cả Chưởng cơ cùng một dinh chịu sự điều hành trực tiếp của Chưởng dinh. Về cấp bậc, Chưởng cơ cao hơn Cai cơ và thấp hơn Chưởng dinh. Các vị võ quan xưa thường được phong từ chức Cai cơ lên Chưởng cơ, như Lễ Thành hầu Nguyễn Hữu Cảnh.
Thời Nguyễn, Chưởng cơ là chức dưới Chưởng doanh và vẫn tiếp tục là chức trên của chức Cai cơ, Quản Cơ hoặc Hiệp quản. Chức Chưởng cơ thời Nguyễn tương tự chức Lãnh binh, Đốc binh sau này, hoặc chức Trung tá (tiếng Anh: Lieutenant Colonel) tại Tây phương ngày nay. Số quân chính quy dưới quyền chức Chưởng cơ thời này có thể dao động từ 500 đến 600 lính cùng vài trăm quân địa phương hoặc hơn.

### Lưu ý
- Chưởng cơ thời chúa Nguyễn và Chưởng cơ thời Nguyễn khác nhau về cấp bậc.
- Chưởng cơ là chức trên của chức Cai cơ. Chưởng cơ thường nắm giữ binh quyền vài cơ trong một dinh. Cai cơ nắm giữ binh quyền một cơ trong một dinh.
- Chưởng cơ là chức thuần túy thuộc ban võ. Nếu triều đình cần bổ quan Chưởng cơ lãnh thêm trách nhiệm trông coi mọi mặt tại một vùng hoặc dinh, triều đình sẽ phong thêm một chức khác cho vị Chưởng cơ. Ví dụ như trường hợp của Lễ Thành hầu Nguyễn Hữu Cảnh. Sau cuộc bình định dấy loạn tại dinh Bình Khang, triều đình đã phong cho Nguyễn Hữu Cảnh chức Chưởng cơ, nhưng đồng thời bổ cho ông chức Trấn thủ dinh Bình Khang. Trấn thủ (hay Đô đốc tại trấn Hà Tiên) là chức quan cao nhất tại một dinh hành chính, cùng với Cai bộ và Ký lục trông coi mọi mặt tại nơi dinh mà mình quản lý. Như vậy, về mặt hành chính, Nguyễn Hữu Cảnh là vị quan cao nhất tại dinh Bình Khang trông coi mọi mặt dân sự lẫn quân sự liên quan đến dinh hành chính Bình Khang. Nhưng về mặt quân sự, Nguyễn Hữu Cảnh là một hoặc trong vài vị võ quan cao thứ 2 tại dinh Bình Khang, được đặt dưới quyền chỉ huy trực tiếp của vị võ quan Chưởng dinh Bình Khang.

### Các vị Chưởng cơ nổi tiếng
Thời chúa Nguyễn và Nguyễn đã để lại trong lịch sử Việt Nam những vị võ quan Chưởng cơ nổi tiếng như Lễ Thành Hầu Nguyễn Hữu Cảnh, Quận công Võ Tánh, Thoại Ngọc hầu Nguyễn Văn Thoại và Đoan Hùng Quận công Nguyễn Văn Trương.